# Pierre Varignon

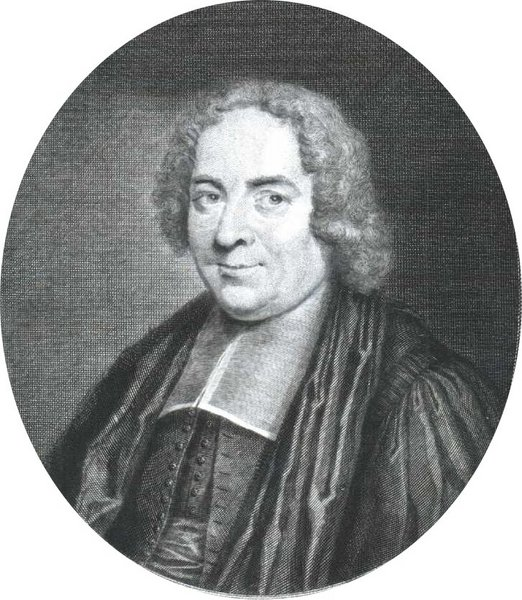
Pierre Varignon

Pierre Varignon (Caen, 1654 - Parijs, 23 december 1722) was een wiskundige uit Frankrijk uit de tijd van Lodewijk XIV. Pierre Varignon werd aan een Jezuïtisch college opgeleid en vervolgens  aan de Universiteit van Caen, waar hij in 1682 afstudeerde. Het jaar daarna, in 1683, werd hij tot priester gewijd.  
Varignon maakte voor het eerst kennis met de wiskunde door het lezen van de werken van Euclides en daarna La Géométrie van Descartes. Hij werd in 1688 in Parijs tot hoogleraar in de wiskunde benoemd aan het Collège Mazarin en werd nog in hetzelfde jaar in de Académie des sciences gekozen. Hij werd in 1704 voorzitter van het Collège Mazarin en in hetzelfde jaar tot hoogleraar in de wiskunde benoemd aan het Collège Royal. Hij werd in 1713 tot lid van de Berlijnse Academie en in 1718 tot lid van de Royal Society gekozen. Veel van zijn werken werden in 1725, drie jaar na zijn dood, in Parijs gepubliceerd. Zijn colleges aan het Collège Mazarin werden in 1731 gepubliceerd in de Eléments de mathématiques, Elementen uit de wiskunde. 
Varignon was bevriend met Newton, Leibniz en leden van de familie Bernoulli. De belangrijkste bijdragen van Varignon aan de wiskunde waren op de gebieden van de grafische statica en de mechanica. Na l'Hôpital was Varignon de eerste en belangrijkste Franse pleitbezorger voor de nieuw ontwikkelde differentiaalrekening. Hij zag het belang ervan in te kunnen bepalen dat een rij convergeert, maar analytische problemen stonden zijn succes in de weg. Hij slaagde er niettemin in om de bewijzen van verschillende stellingen in de mechanica te vereenvoudigden, paste de analyse van Leibniz toe op de mechanica van Newton's Principia en behandelde in 1687 de mechanica in termen van de samengestelde krachten in zijn Projet d'une nouvelle Mecanique, Project voor een nieuwe mechanica. Onder Varignons andere werken was zijn publicatie uit 1699 betreffende de toepassing van de differentiaalrekening toegepast op vloeistofstromen, dus in de stromingsleer, en waterklokken. Hij gaf in 1690 een mechanische verklaring voor de zwaartekracht en rekende in 1702 aan klokken, die door veren werden aangedreven.
De stelling van Varignon is naar hem genoemd. Die zegt dat de middens van de zijden van een vierhoek de vier hoekpunten van een parallellogram zijn.

## Websites
- Varignon and Wittenbauer Parallelograms. gearchiveerd
- Momentenstelling van Varignon

- Bibsys: 3063378
- Biblioteca Nacional de Chile: 000400391
- Bibliothèque nationale de France: cb121123302 (data)
- CiNii: DA02468251
- Digitale Bibliotheek voor de Nederlandse Letteren: vari006
- Gemeinsame Normdatei: 119062372
- International Standard Name Identifier: 0000 0001 0876 306X
- Library of Congress Control Number: n87903689
- Mathematics Genealogy Project: 112689
- Nationale Bibliotheek van Tsjechië: ntk20191055811
- Nationale bibliotheek van Australië: 35256481
- Nationale Bibliotheek van Israël: 987007506005805171
- Nederlandse Thesaurus van Auteursnamen: 073451266
- Réseau des bibliothèques de Suisse occidentale: 02-A003932782
- Istituto Centrale per il Catalogo Unico: SBLV043619
- SNAC: w68w5b43
- Système universitaire de documentation: 031854214
- Trove: 884800
- Virtual International Authority File: 19709327
- WorldCat: E39PBJh8TDcMRvq9qF9839BXVC